# Antônio Genaro Oliveira
Antônio Genaro de Oliveira (Guaimbê, 13 de junho de 1943 – Belo Horizonte, 27 de março de 2025) foi um pastor da Igreja do Evangelho Quadrangular e político brasileiro com atuação no estado de Minas Gerais.

## Vida pastoral
Genaro pertence à segunda geração de pastores quadrangulares, a mesma de ministros como Luiz Carlos Pinto e Mário de Oliveira, seu irmão.
Reinaugurou a igreja na cidade de Santo Ângelo–RS e fundou-a em Recife-PE, e nos bairros: Jardim Industrial, em Contagem–MG e Vale do Jatobá, em Belo Horizonte–MG. Destaque para as multidões de fiéis que se ajuntavam nas concentrações promovidas pelo pastor, como em Santo Ângelo, com quase 6 mil pessoas, onde se pregava ao ar livre, no ano de 1969. Também em Recife, no bairro de Casa Amarela, na Avenida Norte, a imprensa noticiou de milhares de pessoas reunidas.
Atualmente era pastor local da igreja em Contagem, no bairro Jardim Industrial e presidente do Conselho Estadual do estado de Minas Gerais.

## Carreira política
Antônio Genaro ingressou na política ao eleger-se vereador em Belo Horizonte (1983-1986). Na Câmara Municipal, foi presidente da Comissão de Meio Ambiente. No Legislativo mineiro iniciou como deputado constituinte, em 1987. Foi deputado estadual em Minas Gerais por sete mandatos consecutivos (1987-2015), sendo o parlamentar com maior número de mandatos na Assembleia Legislativa de Minas Gerais.
Presidiu a Comissão de Meio Ambiente (1987/88) e foi vice-presidente da Comissão de Defesa do Consumidor (1989/90). Na sua 15ª Legislatura (2003/07) foi membro efetivo da Comissão de Redação.

### Condecorações
Medalha do Mérito Legislativo da Câmara Municipal de Belo Horizonte/Honra (1986); Medalha Santos Dumont/Mérito Especial (1987); Medalha do Mérito Legislativo Municipal (1989), Medalha da Inconfidência (1990); e Medalha do Mérito Legislativo da ALEMG (1990).